# Aspach, Oberösterreich
Aspach är en ort och kommun  i Österrike. Den ligger i distriktet Braunau am Inn i förbundslandet Oberösterreich, 230 kilometer väster om huvudstaden Wien. 
Kommunen består av 38 orter (Ortschaften) (inom parentes invånarantal 1 januari 2024):

- Aichet (14)
- Aspach (882)
- Au (86)
- Baumgarten (30)
- Buchleiting (18)
- Döging (20)
- Dötting (23)
- Ecking (7)
- Eigelsberg (31)
- Eisecking (20)
- Englham (27)
- Hinterholz (124)
- Hobling (21)
- Kappeln (31)
- Kasing (41)
- Kasting (41)
- Katzlberg (8)
- Kleinschneidt (66)
- Leithen (26)
- Leithen am Walde (30)
- Maierhof (21)
- Migelsbach (75)
- Mitterberg (12)
- Naderling (3)
- Niederham (6)
- Offenschwandt (22)
- Parz (1)
- Pimberg (33)
- Ried (20)
- Roith (37)
- Rottersham (13)
- Steinberg (42)
- Teinsberg (12)
- Thal (13)
- Wasserdobl (48)
- Weißau (12)
- Wieselberg (20)
- Wildenau (714)